# Castelo Fatlips

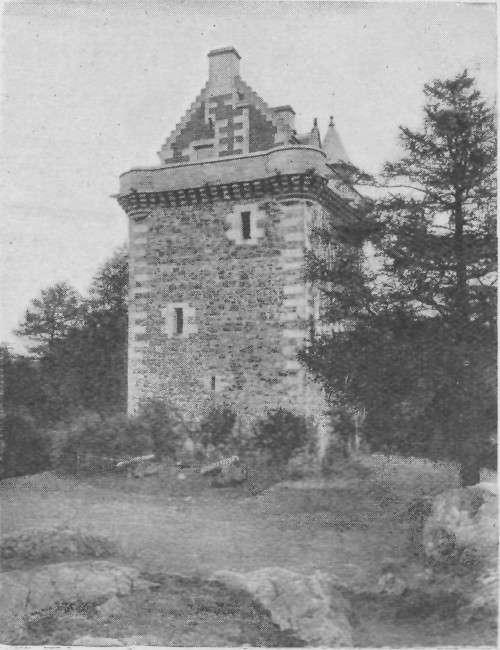
Castelo Fatlips, Escócia

O Castelo Fatlips (em inglês:  Fatlips Castle) é um castelo do século XVI localizado em Minto, Scottish Borders, Escócia.

## História
Foi restaurado em 1857, enquanto o interior foi renovado em 1897-8, sendo incluído um museu privado.
Encontra-se classificado anteriormente na categoria "B" do "listed building" . Agora é classificado solamente como um "scheduled monument". 

## Estrutura
Mede 8,8 metros por 9,7 metros. Possui quatro pisos até ao topo, com o quinto piso com forma de triângulo.